# Allescheriella uredinioides
Allescheriella uredinioides é uma espécie de fungo pertencente à família Botryobasidiaceae.